# Magic Bird – The Early Years

Magic Bird – The Early Years sau Pasărea măiastră – Anii de început este un album al cântăreței de muzică populară Maria Tănase. Melodiile sunt înregistrate în București între anii 1936 și 1939 cu excepția piesei 18, înregistrată în Viena, Austria.

## Detalii ale albumului
- Gen: Folklore
- Stil: Folklore
- Casa de discuri: Oriente Musik  Arhivat în 26 ianuarie 2010, la Wayback Machine. Arhivat în 26 ianuarie 2010, la Wayback Machine. Arhivat în 26 ianuarie 2010, la Wayback Machine. Arhivat în 26 ianuarie 2010, la Wayback Machine.
- Catalog #: RIENCD42
- Data lansari: 1/11/2002 [nefuncțională – arhivă]
[nefuncțională – arhivă]
[nefuncțională – arhivă]
[nefuncțională – arhivă]
[nefuncțională – arhivă]
[nefuncțională – arhivă]
[nefuncțională – arhivă]
[nefuncțională – arhivă]
[nefuncțională – arhivă]
[nefuncțională – arhivă]
[nefuncțională – arhivă]
[nefuncțională – arhivă]
[nefuncțională – arhivă]
[nefuncțională – arhivă]
[nefuncțională – arhivă]
[nefuncțională – arhivă]
[nefuncțională – arhivă]
[nefuncțională – arhivă]
[nefuncțională – arhivă]
[nefuncțională – arhivă]
[nefuncțională – arhivă]
[nefuncțională – arhivă]
[nefuncțională – arhivă]
[nefuncțională]
[nefuncțională]
[nefuncțională]
[nefuncțională]
 [nefuncțională – arhivă]
[nefuncțională – arhivă]
[nefuncțională – arhivă]
[nefuncțională – arhivă]
[nefuncțională – arhivă]
[nefuncțională – arhivă]
[nefuncțională – arhivă]
[nefuncțională – arhivă]
[nefuncțională – arhivă]
[nefuncțională – arhivă]
[nefuncțională – arhivă]
[nefuncțională – arhivă]
[nefuncțională – arhivă]
[nefuncțională – arhivă]
[nefuncțională – arhivă]
[nefuncțională – arhivă]
[nefuncțională – arhivă]
[nefuncțională – arhivă]
[nefuncțională – arhivă]
[nefuncțională – arhivă]
[nefuncțională – arhivă]
[nefuncțională – arhivă]
[nefuncțională – arhivă]
[nefuncțională]
[nefuncțională]
[nefuncțională]
[nefuncțională]

## Lista pieselor
- 01 - Jandarmul (The gendarme) [3:29]
- 02 - Of, zac (Ah, down I lie) [3:12]
- 03 - Ia uite-o, zau (Just look) [3:10]
- 04 - Nu vine mindru, nu vine (No-one there) [3:24]
- 05 - Am ibovnic la Mizil (My sweetheart is there, in Mizil) [3:33]
- 06 - Am iubit si am iubesc (I have loved and will again) [2:59]
- 07 - Invirtita de pe Tirnave (Round dance of the Tirnave) [3:02]
- 08 - Geaba ma mai duc acasa (What for am I going home) [3:12]
- 09 - Cine iubeste si lasa (He who loves and leaves) [3:29]
- 10 - Nici acela nu-i ficior (He's no real man) [3:08]
- 11 - Iarna grea, muierea rea (Hard winter, sad woman) [3:11]
- 12 - Foaie verde trei rozete (Green leaf, three rose petals) [3:08]
- 13 - Cand m-am dus la insurat (Once, on the way to a wedding) [3:18]
- 14 - Foaie verde de pribori (Green leaf of the peony) [3:17]
- 15 - Cand o fi la moartea mea (And, if I then die) [3:20]
- 16 - Se sterge mindra pe frunte (The pretty girl has worries) [2:56]
- 17 - Lelita circiumareasa (The pretty landlady) [3:29]
- 18 - Si-ar fi batut Dumnezeu (He who was cursed by God)[3:32]
- 19 - Nunta tiganeasca (Gypsy wedding) [3:00]